# 横浜市主要地方道83号青木浅間線
横浜市主要地方道83号青木浅間線（よこはまししゅようちほうどう83ごう あおきせんげんせん）は、横浜市神奈川区台町から西区浅間町に至る、政令指定都市の市道であり、主要地方道に指定されている。通称、環状1号と言われ、一部が旧東海道である。

## 路線状況

### 通称
- 環状1号（神奈川区台町・青木橋交差点 - 西区浅間町・洪福寺交差点）
- 旧東海道（西区楠町・西口ランプ入口交差点 - 西区浅間町・浅間下交差点）

## 地理
- Google マップ

### 通過する自治体
- 横浜市（神奈川区 - 西区）

### 交差する道路
- 国道1号 / 第二京浜（神奈川区台町・青木橋交差点）
- 首都高速神奈川2号三ツ沢線（西区楠町・西口ランプ入口交差点）
- 神奈川県道13号横浜生田線 / 新横浜通り（西区浅間町・浅間下交差点）
- 国道16号 / 八王子街道（西区浅間町・洪福寺交差点）